# Hiệp Hòa, Vũ Thư
Hiệp Hòa là một xã cũ thuộc huyện Vũ Thư, tỉnh Thái Bình, Việt Nam.
Xã có diện tích 7,01 km², dân số năm 1999 là 5.514 người, mật độ dân số đạt 787 người/km².

## Địa lý
Phía bắc giáp sông Trà Lý, phía tây giáp xã Xuân Hòa, phía nam giáp xã Việt Hùng và phía đông giáp xã Song Lãng.

## Lịch sử
Theo Nghị quyết số 1666/NQ-UBTVQH15 ra tháng 6 năm 2025, sáp nhập tỉnh Thái Bình vào tỉnh Hưng Yên, giải thể đơn vị hành chính cấp huyện là Vũ Thư. Thành lập xã Thư Trì trên cơ sở hợp nhất diện tích tự nhiên và dân số của các đơn vị hành chính cấp xã của huyện này là Song Lãng, Hiệp Hòa và Minh Lãng.